# 真・三國無双 MULTI RAID
『真・三國無双MULTIRAID』（しんさんごくむそう マルチレイド）は、コーエーから2009年2月26日に発売された、PlayStation Portable（以下、PSP）用のアクションゲームソフト。
キャッチコピーは「覚醒せよ。まだ見ぬ仲間たちよ。」。

## 概要
これまでの無双シリーズ同様に、『三国志』のストーリーに沿って物語は進行していくが、巨大兵器が登場したりなど、今までのシリーズ以上に大胆なアレンジがなされている。PlayStation Storeにて、追加クエストがダウンロード可能。また、PSP版『無双OROCHI 魔王再臨』のセーブデータをメモリースティック内に入れた状態でゲームを進めると、特別なクエストが遊べる（『SP』では特別な条件は不要で、シナリオ進行中に解禁される）。

## キャラクター
使用キャラは、『真・三國無双5』に登場したキャラクターが中心。『5』に登場していないキャラクターの追加は行われていない（『SP』では孟獲のみ復活した）。

## 新システム
今までの無双ゲージに相当する「覚醒ゲージ」を満タンにまで溜めた後に、「真・無双覚醒」が発動可能。『真・三國無双4』に登場した「無双覚醒」の強化版に位置付けられ、姿も大幅に変化して、能力も飛躍的に上がる。本作の無双乱舞は、覚醒時限定の発動となった。

## 他社との協賛
今作の配信クエストの中には、コーエー以外の企業との協賛がされているものもある。そのうちの一例として、集英社の「Vジャンプ」・エンターブレインの「ファミ通」・アスキー・メディアワークスの「電撃PlayStation」など。

## 真・三國無双 MULTI RAID Special
PSP版に共闘武将編成・オンライン都市などの大幅な追加要素を加えて発売された移植版。
キャッチコピーは「スピードが違う。刺激が違う。」。
PSP版ではイベントボイスが殆ど存在しなかったが、本作ではほぼ網羅されている。追加された要素の殆どは後に発売された「MULTI RAID 2」に継承された。